# Kasteel San Felipe del Morro

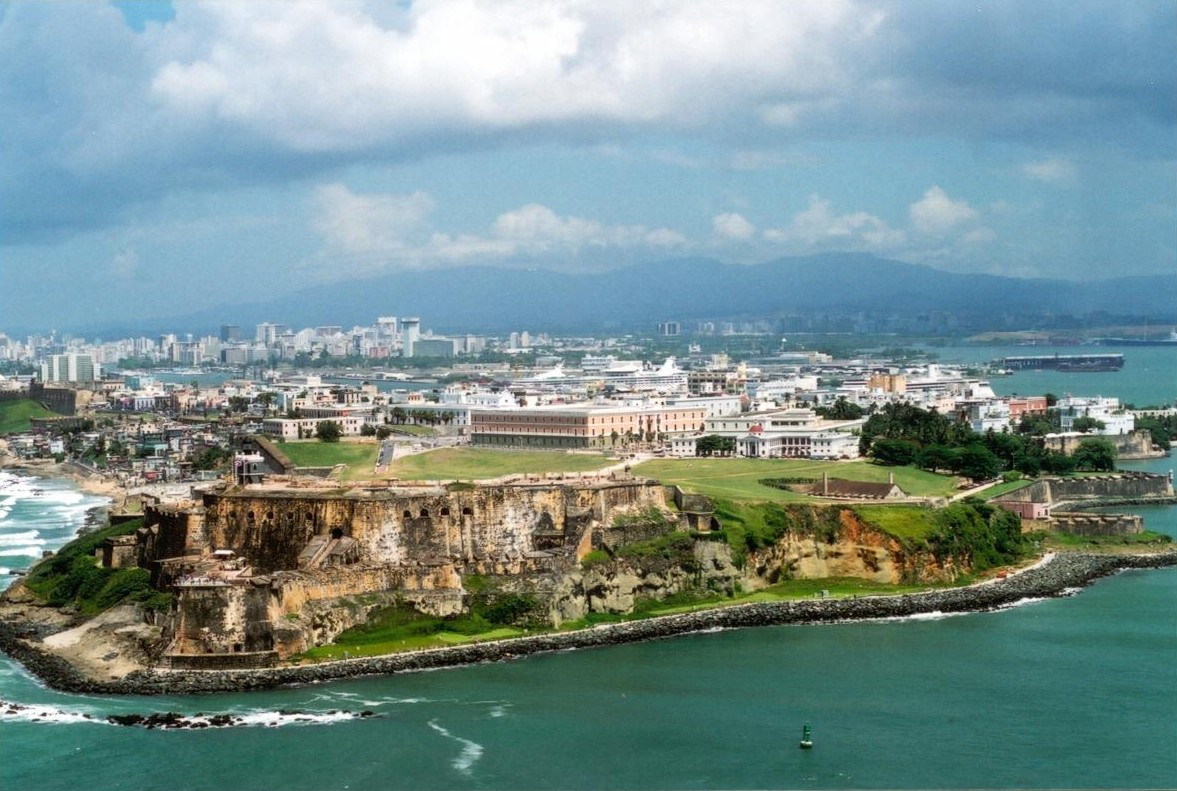
Het kasteel vanuit de lucht.

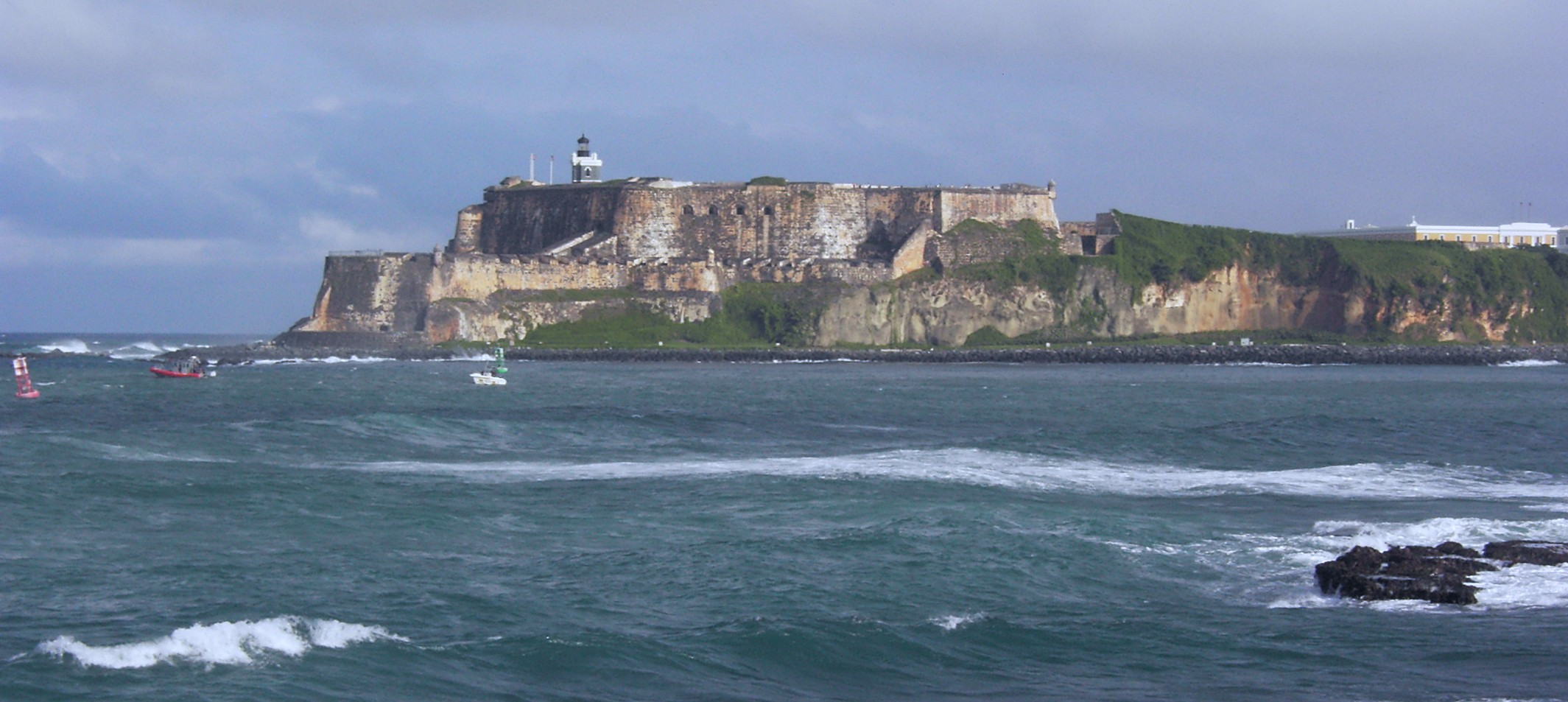
Het kasteel vanaf het water.

Het Kasteel San Felipe del Morro (Spaans: El Castillo San Felipe del Morro), ook wel El Morro genoemd, is een 16e-eeuws Spaans fort naast de oude binnenstad van de Puerto Ricaanse hoofdstad San Juan en is onderdeel van de San Juan National Historic Site. De citadel ligt op een strategische plaats aan de ingang van de Baai van San Juan.
In augustus 1508 werd de baai ontdekt door Juan Ponce de León. Na aanvallen door Franse kapers en meerdere opstanden tegen de Spanjaarden door de lokale Taínos in de volgende decennia, werd besloten dat San Juan moest worden versterkt. De bouw van een eenvoudig fort begon in 1539. Met de komst van kapitein-generaal Diego Menéndez de Valdés in San Juan in 1582 werd het kasteel verder versterkt en andere verdedigingswerken aangelegd waaronder Fort San Gerónimo del Boquerón.
Het werd meerdere malen aangevallen. In 1595 was er een niet succesvolle aanval door de Engelsen onder leiding van Francis Drake, maar een aanval drie jaar later onder bevel van George Clifford leidde wel tot de inname van de stad en fort. In 1625 viel de Nederlandse kaper Boudewijn Hendricksz aan. Het fort werd niet ingenomen, maar de stad wel. Bij zijn vertrek nam hij alle waardevolle zaken mee en stak de stad in brand.
In 1898 werd het bouwwerk gebombardeerd door de Amerikaanse marine tijdens de Spaans-Amerikaanse Oorlog. Admiraal William T. Sampson besloot af te zien van een landingspoging en vertrok weer. Twee maanden later vond er weer een Amerikaanse invasie plaats onder leiding van generaal Nelson A. Miles. Tijdens zijn opmars naar San Juan werd een staakt-het-vuren afgesproken en de aanval werd niet doorgezet. Op 10 december 1898 werd de Vrede van Parijs getekend waarmee officieel een einde kwam aan de oorlog en kwam Puerto Rico in Amerikaanse handen.
Na de machtsovername werd het fort onderdeel van het Amerikaanse Fort Brooke. In 1908 werd op het fort een vuurtoren gebouwd.  Het zag verder weinig actie in beide wereldoorlogen. In 1949 werd het fort overdragen aan de National Park Service.
Sinds 1983 staat het op de Werelderfgoedlijst van de Verenigde Naties.

## Wetenswaardigheden
- Aan de overkant van de baai ligt het Fortín San Juan de la Cruz of kortweg El Cañuelo. Hierdoor kan de baai volledig afgegrendeld worden.
- Het fort diende als decor in de film Amistad.
- Er zijn nog twee forten in de regio met Morro in de naam:
  - Castillo de San Pedro de la Roca ook wel Castillo del Morro genaamd in Santiago de Cuba en
  - Castillo de los Tres Reyes Magos del Morro of kortweg Castillo del Morro in Havana.